# Ezeltje-prik

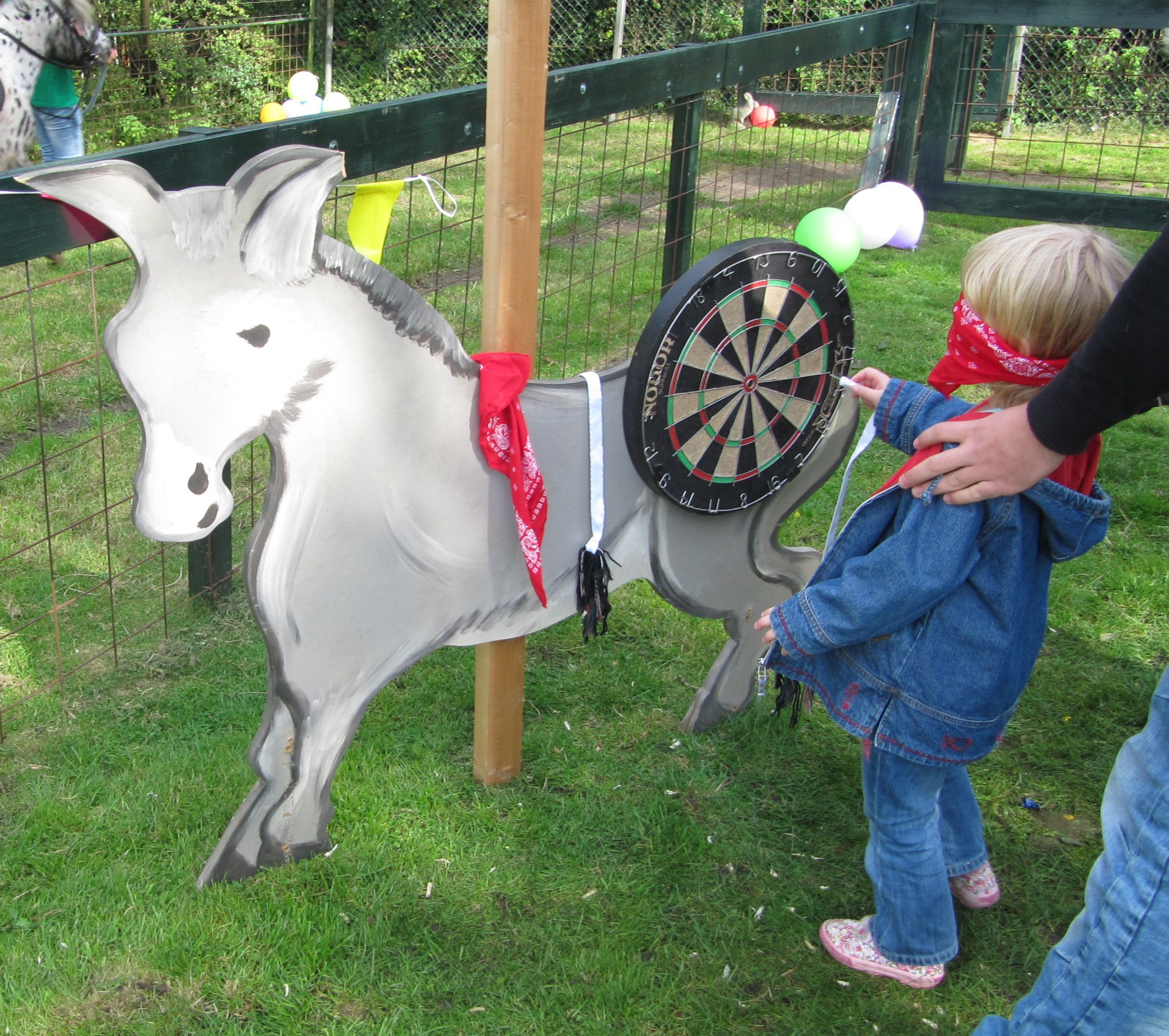
Ezeltje-prik

Ezeltje-prik is een kinderspel dat typisch op kinderfeestjes wordt gespeeld.
Een kind krijgt een blinddoek om, en de staart van een ezel (met een prikker of punaise) in de handen. Vervolgens wordt het kind rondgedraaid totdat het gedesoriënteerd is (bij kleine kinderen die al voldoende moeite hebben om geblinddoekt te lopen wordt dit achterwege gelaten). Nu moet het geblinddoekt vanaf een afstand van minimaal drie passen naar de ezel toe lopen en proberen om de staart op de juiste plaats van de ezel te prikken.
Alle deelnemende kinderen proberen om beurten de staart op de ezel te prikken. Het kind dat de staart het dichtst bij de juiste plek weet te plaatsen heeft gewonnen.
Afbeeldingen die bij het spel gebruikt worden hebben soms concentrische cirkels rond de juiste plaats, met daarin een puntentelling.
Het spel dateert van omstreeks 1900. Het is vooral populair bij kinderfeestjes voor kinderen in de leeftijd van vier tot zeven jaar. Ook wordt het vaak gespeeld op Koningsdag. Het spel kan heel makkelijk zelf gemaakt worden door op een groot stuk triplex of zachtboard een ezel te tekenen. De staart kan uit grijs papier of karton worden geknipt.